# Лязгиева, Гюллу Намаз кызы
Гюллу Намаз кызы Лязгиева (азерб. Güllü Namaz qızı Ləzgiyeva; 15 мая 1920, Гянджинский уезд — ?) — советский азербайджанский виноградарь, Герой Социалистического Труда (1950).

## Биография
Родилась 15 мая 1920 года в селе Морул Гянджинского уезда Азербайджанской ССР (ныне часть города Шамкир Шамкирского района).
С 1945 года — рабочая, звеньевая, бригадир совхоза имени Клары Цеткин Шамхорского района, с 1965 года — рабочая отдела коммунального хозяйства Шамхорского района. В 1949 году получила урожай винограда 238,6 центеров с гектара на площади 3,3 гектара.
Указом Президиума Верховного Совета СССР от 4 сентября 1950 года за получение высоких урожаев винограда на поливных виноградниках в 1949 году Лязгиевой Гюллу Намаз кызы присвоено звание Героя Социалистического Труда с вручением ордена Ленина и золотой медали «Серп и Молот».
Активно участвовала в общественной жизни Азербайджана. Член КПСС с 1958 года.
С 2003 года — президентский пенсионер.